# Jenevermuseum (Schiedam)

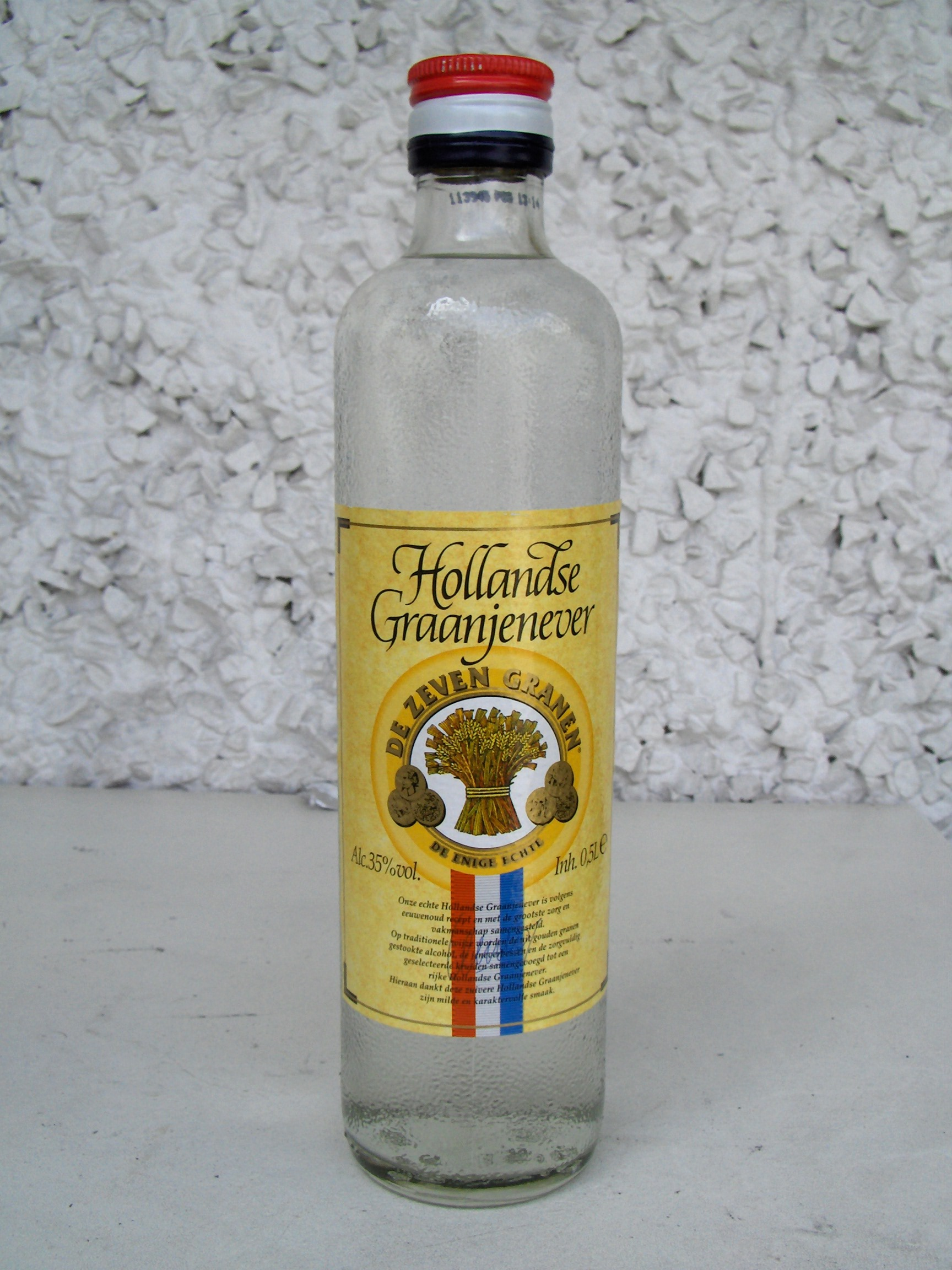
Hollandse graanjenever - een jonge-jeneversoort waarvan de alcohol voor 100% afkomstig is uit granen

Het Nationaal Jenevermuseum Schiedam bevindt zich sinds 1996 in een voormalige moutwijnbranderij en distilleerderij De Locomotief aan de Lange Haven 74 in de Zuid-Hollandse stad Schiedam, de stad die bekend werd als jeneverhoofdstad van de wereld.
Het museum toont een bijzondere collectie die vertelt over de geschiedenis en achtergronden van jenever en jeneverstoken in Nederland. Denk daarbij aan reclame-uitingen, verpakkingsmateriaal of glaswerk. Er is meestal een wisseltentoonstelling te bewonderen. Het museum beschikt over een historische branderij waar moutwijnjenever gestookt wordt volgens de Oud-Hollandsche Methode en naar receptuur uit 1700. De moutwijn, gestookt uit rogge en gerstemout, wordt 3 jaar gelagerd en vervolgens gebotteld onder de naam 'Old Schiedam'.
Het museumgebouw stond in 1998 model voor het 79e Delfts blauwe huisje van de KLM.

## Beschrijving
In de branderij van het Jenevermuseum in Schiedam wordt volgens de methode uit de late zeventiende eeuw moutwijn gestookt. Eerst moet gerst worden ‘gemout’ in een mouterij. De gerstekorrels worden dan geweekt in water om ze te laten ontkiemen. In de gerstekorrel ontstaan enzymen die zorgen voor de versuikering (amylase) van het beslag. De ontkiemde gerst, groenmout geheten, wordt vervolgens gedroogd. Rogge en de gerstemout worden gemalen in Schiedam. Er wordt een beslag gemaakt van roggemeel, gerstemout (eventueel mais), water en gist. Het wordt gemaakt op ‘versuikeringstemperatuur’ tussen de 50 en 65 graden en moet minimaal tweeëneenhalf uur geroerd worden.
Als het beslag is afgekoeld, wordt er gist aan toegevoegd en begint het gistingsproces. Gistcellen leven van de suiker en produceren alcohol. Na een paar dagen is er in het beslag een alcoholpercentage van ongeveer zes procent ontstaan. Het alcoholhoudende beslag wordt in een grote koperen ketel (alambiek) langzaam verwarmd tot het kookpunt. Het kookpunt van alcohol ligt lager dan dat van water, dus de alcohol zal als eerste verdampen. De alcoholdamp die bij dit distillatieproces vrijkomt, slaat neer in de koelspiraal die door het koelvat loopt om vervolgens naar een van de grondvaten te lopen. Dit zogenoemde ruwnat wordt vervolgens een tweede keer gedistilleerd, waardoor er een enkelnat met 24 procent alcohol ontstaat. Na de derde distillatie is er bestnat of moutwijn met een alcoholpercentage van 48 of meer.
In het Jenevermuseum wordt de moutwijn ten slotte door toevoeging van extracten van de jeneverbes verwerkt tot moutwijnjenever.